# William H. Pirkle
William H. Pirkle (* 2. Mai 1934 in Shreveport, Louisiana; † 6. April 2018 in Champaign (Illinois)) war ein US-amerikanischer Chemiker (Organische Chemie, Analytische Chemie) und Hochschullehrer an der University of Illinois at Urbana-Champaign. Er gilt als Begründer der chiralen Hochleistungsflüssigkeitschromatographie (HPLC). Die Trennung chiraler Moleküle ist wichtig in biologisch wichtigen Anwendungen und in der Pharmazeutik, da meist nur ein Enantiomer biologisch aktiv ist.
Pirkle wuchs auf einer Farm auf und baute als Jugendlicher Modellflugzeuge, mit denen er an Wettkämpfen teilnahm. Er studierte Chemie an der University of California, Berkeley, mit dem Bachelor-Abschluss 1959 und wurde 1963 an der University of Rochester in organischer Chemie bei Marshall D. Gates promoviert. Als Post-Doktorand war er bei Elias J. Corey in Harvard als Fellow der National Science Foundation. Ab 1964 war er Assistant Professor an der University of Illinois, mit voller Professur ab 1980.
1966 demonstrierte er die Möglichkeit der Unterscheidung von Enantiomeren  mit NMR bei Vorhandensein chiraler Lösungsmittel. Er benutzte dazu ein Anthracen-Derivat von Trifluoroethanol. In den 1970er Jahren forschte er über chirale stationäre Phasen (CSP) in der HPLC-Säulenchromatographie (ab 1979 unter Hinzufügung von Aminosäuren in die Säulen) und 1981 wurden diese kommerziell erhältlich (Pirkle-Säulen). Danach wurde  Chromatographie die bevorzugte Methode die Enantiomer-Reinheit festzustellen.
Ein Pionier in der chiralen Chromatographie war auch LeRoy H. Klemm (1919–2003), der 1960 chirale Verbindungen auf die Siliciumdioxid-Oberflächen von Säulen aufbrachte. Statt Aminosäuren benutzte Yoshio Okamoto (* 1941) in Japan Kohlenhydrate und Wadim Dawankow (* 1937) in Russland Metallkomplexe mit Aminosäuren. Ernst Klesper benutzte überkritische Flüssigkeiten als Lösungsmittel.
2004 erhielt er den Award in Separations Science and Technology der American Chemical Society. 1971/72 war er Sloan Research Fellow. 1998 erhielt er den Robert Boyle Prize for Analytical Science.